# Kornel Osyra
Kornel Osyra (ur. 7 lutego 1993 w Brzegu Dolnym) – polski piłkarz, występujący na pozycji obrońcy w klubie Podbeskidzie Bielsko-Biała.  

## Przebieg kariery
Wychowanek KP Brzeg Dolny i Zagłębia Lubin. Następnie grał w Piaście Gliwice, Gryfie Wejherowo, Bruk-Becie Termalica Nieciecza, Miedzi Legnica, Podbeskidziu Bielsko-Biała oraz Sandecji Nowy Sącz. 2 marca 2013, w barwach Piasta Gliwice, zadebiutował w Ekstraklasie w zremisowanym 1:1 domowym meczu z Zagłębiem Lubin, a pierwszą bramkę na najwyższym szczeblu ligowym zdobył 26 kwietnia 2015 w wygranym 3:0 pojedynku z Podbeskidziem Bielsko-Biała na Stadionie Miejskim w Gliwicach (w 87. minucie na 2:0). W latach 2013–2020 w najwyższej klasie rozgrywkowej w Polsce rozegrał 114 spotkań, zdobywając 6 goli. W lipcu 2022 r. został zawodnikiem beniaminka bułgarskiej ekstraklasy Hebyru Pazardżik, przechodząc do niego z I-ligowej Sandecji Nowy Sącz. Były reprezentant Polski do lat 16, do lat 17 i do lat 19.